# День финской литературы
День финской литературы или День Алексиса Киви (фин. Suomalaisen kirjallisuuden päivä или фин. Aleksis Kiven päivä) — общегосударственный праздник в Финляндии, отмечаемый 10 октября, в день рождения финского писателя Алексиса Киви (1834—1872).
Традиционно в этот день возлагается венок к памятникам Алексиса Киви в Хельсинки и Нурмиярви. В качестве праздничного атрибута по всей стране поднимают национальный Флаг Финляндии.
Финское Литературное Общество в этот день объявляет лауреата престижной литературной премии.